# Tesseratto

Proiezione ortogonale di un tesseratto.

In geometria, un tesseratto è un ipercubo quadridimensionale. 
Il tesseratto ha 16 vertici, 32 spigoli, 24 facce quadrate e 8 facce tridimensionali cubiche. Su ogni vertice incidono 4 spigoli, 6 facce quadrate e 4 facce cubiche. La sua caratteristica di Eulero è 16-32+24-8=0.

Una proiezione del tesseratto nel piano può essere realizzata disegnando due cubi paralleli, e collegando i corrispettivi vertici con dei segmenti.

## Proiezione nel piano

Sviluppo di un tesseratto.

Ogni ipercubo n-dimensionale è ottenuto "congiungendo" due ipercubi (n-1)-dimensionali paralleli. Infatti:
- un ipercubo unidimensionale è un segmento AB, ottenuto congiungendo due punti A e B con una linea;
- in un ipercubo bidimensionale, due segmenti paralleli AB e CD possono essere congiunti formando un quadrato, con vertici denominati ABCD;
- in un ipercubo tridimensionale, due quadrati paralleli ABCD ed EFGH possono essere congiunti formando un cubo, con i vertici denominati ABCDEFGH;
- in un ipercubo quadridimensionale due cubi paralleli ABCDEFGH ed IJKLMNOP possono essere congiunti formando un ipercubo, con vertici denominati ABCDEFGHIJKLMNOP.

Per questo motivo una proiezione del tesseratto nello spazio tridimensionale è come in figura, realizzata congiungendo due cubi "paralleli".

Una rotazione del tesseratto lungo un piano in.

Una rotazione simultanea del tesseratto lungo due piani ortogonali in.

## Sviluppo
Il tesseratto si può sviluppare in 8 cubi, proprio come un cubo si può sviluppare in 6 quadrati.

## Rotazioni
Come ogni altro poliedro e politopo, il tesseratto può essere ruotato nello spazio quadri-dimensionale {\displaystyle \mathbb {R} ^{4}} in cui giace. L'effetto di una tale rotazione può essere visto in una proiezione del tesseratto nello spazio o nel piano, come mostrato nelle figure.

## Dualità
Il politopo duale del tesseratto è l'esadecacoro.

## Origine del terminetesseratto
Il termine tesseratto è l'adattamento dell'inglese tesseract; questo, riferito alla realtà spaziale in cui vive l'uomo, è stato coniato e usato per la prima volta da Charles Howard Hinton nel 1888, nel suo libro Una nuova era del pensiero. Deriva da tessara- (“quattro-”) e ἀκτίς (“raggio”). Nel saggio Casting out of the self, del 1904, Hinton ha inventato anche il termine katà (dal greco: "giù da") e anà (dal greco: "su verso") per descrivere le direzioni quadridimensionali, nonché un sistema di cubi colorati con cui esercitarsi per arrivare a visualizzare la quarta dimensione.

## Il tesseratto nella cultura di massa

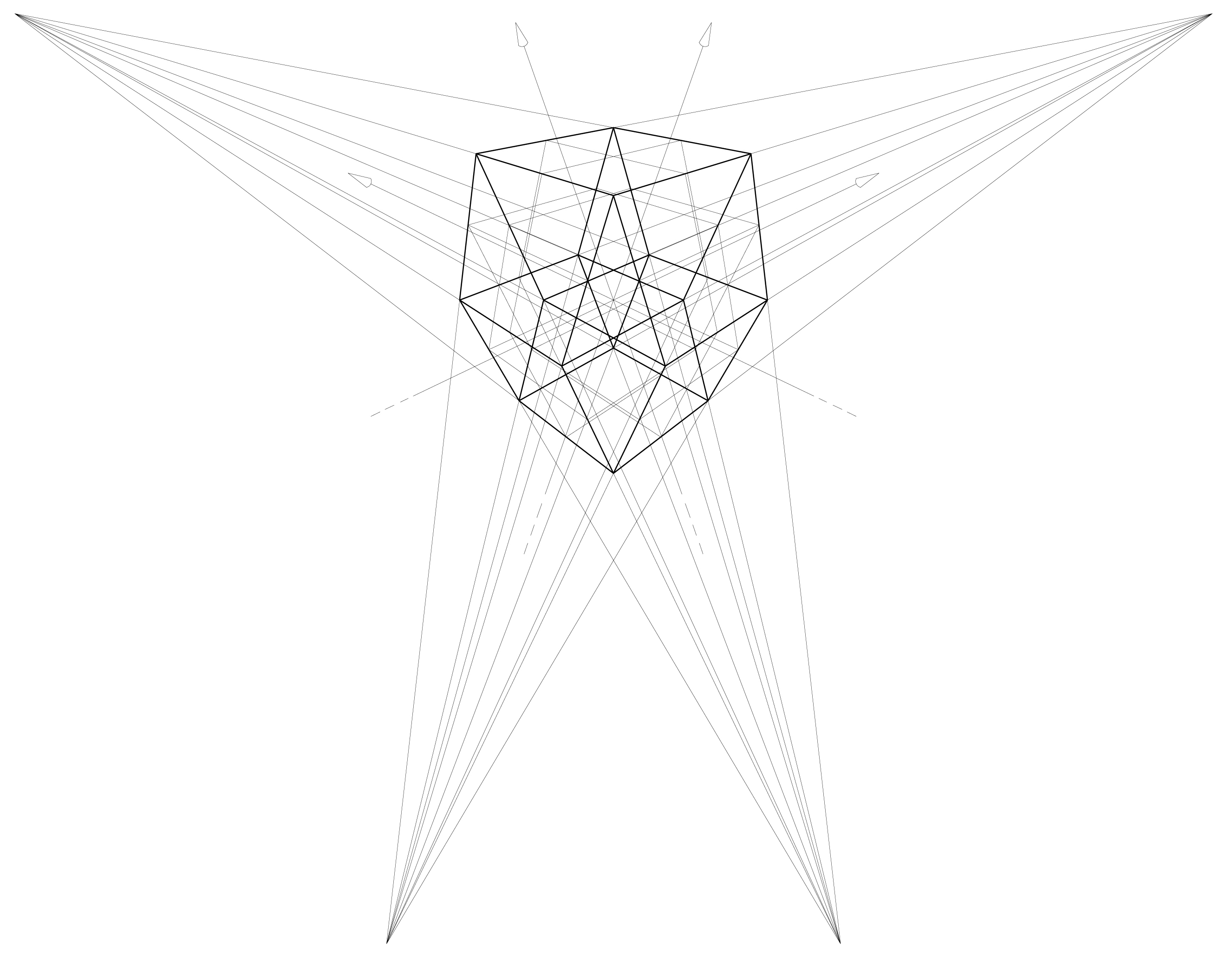
Studio di un tesseratto costruito in prospettiva.

### Scultura
"L'ipercubo" di Attilio Pierelli è una realizzazione artistica situata all'esterno del Dipartimento di Matematica dell'Università degli Studi di Roma Tor Vergata.

### Pittura
Corpus Hypercubus, dipinto di Salvador Dalí, rappresenta Cristo crocifisso sullo sviluppo tridimensionale di un tesseratto.

### Letteratura
Una casa tesserattica è la protagonista del racconto matematico di Robert Heinlein La casa nuova. In questo racconto umoristico l'architetto e i suoi proprietari si trovano in difficoltà nel muoversi nelle stanze e a spostarsi tra l'interno e l'esterno dell'innovativa abitazione. In particolare la casa è un ipercubo sviluppato nello spazio, perciò consta di 4 stanze cubiche disposte una sull'altra (4 piani) e quattro stanze disposte come dei balconi intorno alla stanza al primo piano. Il problema è che questa casa è costruita nei pressi della Faglia di Sant'Andrea e mentre i visitatori sono tutti all'interno un terremoto "richiude" la casa su sé stessa (nella quarta dimensione) facendo sì che nessuno riesca più a uscirne.
Nel romanzo Nelle pieghe del tempo della scrittrice statunitense Madeleine L'Engle, dopo avervi fatto cenno svariate volte nel corso della storia, il quinto capitolo è interamente dedicato al tesseratto.
Viktor, il killer protagonista di molti romanzi di Tom Wood, viene chiamato anche "Tesseract".

### Musica
La band djent Tesseract prende il proprio nome dal tesseratto.

### Cinema
- Ne Il cubo 2 - Hypercube, film del 2002, i protagonisti si ritrovano in un Ipercubo in cui un matematico menziona ripetutamente il concetto di tesseratto.
- In S. Darko, film del 2009, cadono sulla Terra alcuni meteoriti che vengono chiamati tesseratti.
- In Captain America - Il primo Vendicatore (2011) il nazista Johann Schmidt (Teschio Rosso) chiama Tesseract il Cubo Cosmico, un potentissimo artefatto cubico blu rinvenuto in Norvegia e in grado di fornire energia illimitata, che a detta di Schmidt faceva parte della collezione di Odino.
- Nel film The Avengers (2012), Loki, fratello adottivo di Thor, dopo aver rubato il Tesseract, già visto nel film Captain America - Il primo Vendicatore, lo usa per aprire un ponte spaziale, potendo così condurre i Chitauri sulla Terra, con l'intenzione di conquistarla.
- Nel film Interstellar (2014) Cooper, protagonista, entra in un buco nero e, raggiunta la singolarità, scopre di trovarsi in realtà all'interno di un artefatto a forma di tesseratto.
- Nella serie d'animazione Adventure Time, nell'episodio "The real you", Finn, il protagonista, proietta un tesserato su un tavolo.[2]

### Fumetti
- Nell'albo n° 63 di Dylan Dog, intitolato Maelstrom!, il raduno delle streghe si deve tenere in una casa che si rivela essere un tesseratto.
- Nell'albo n° 392 di Dylan Dog, intitolato Il primordio, Dylan scopre che la sua casa è un tesseratto (pag. 87).
- Nell'albo n° 3525 di Topolino, all'interno del terzo episodio (intitolato La quadratura del Quasar) della storia Topolino e il fattore Gamma,  Atomino Bip Bip, Enigm e Topolino utilizzano il tesseratto per scoprire la posizione del villain Gamma (pagg. 106-107, storia e disegni di Alessandro Pastrovicchio).

### Anime
In Evangelion: 3.0 You Can (Not) Redo, terzo atto della tetralogia cinematografica Rebuild of Evangelion basata sull'originale serie dell'anime Neon Genesis Evangelion, all’inizio del film l’Eva-01 con all’interno Shinji Ikari sono contenuti in un sarcofago quadridimensionale chiamato tesseract, reso graficamente con lo sviluppo a 8 cubi tridimensionali che richiama la forma di una croce latina.